# Миладин Тошић
Миладин Тошић (Обреновац,1. јула 1944), песник, био је дугогодишњи управник Библиотеке Влада Аксентијевић у Обреновцу.

## Биографија
Миладин Тошић је рођен  у Обреновцу 1. јула 1944. године. Дипломирао на Вишој педагошкој школи у Београду, на катедри за Српскохрватски језик и историју југословенске књижевности. Објавњивао је песме у листовима и часописима: Студент, Поља, Повеља, Улазница, Књижевна реч, Око, Индекс, Реч младих, итд.  Заступљен је са четири сонета у антологији Савременик прадедова и у Књизи о Бранку Миљковићу.Песме су му штампане и у заједничкој збирци обреновачких песника Гнездо (1974),у издању Културно-просветене заједнице Обреновац.

## Награде
- Као средњошколац награђен је Октобарском наградом града Београда 1963. године за песму Балада о мом граду.[1]
- Књижевна награда „Библиос” за 2019. годину, за целокупно стваралаштво. Награду је доделила Библиотека „Влада Аксентијевић“ Обреновац[4].